# R-37
De  R-37 of K-37, izdeliye 610 RVV-BD (Russisch: Ракета Воздух-Воздух Большой Дальности, Raketa Vozdoech-Vozdoech Boljsjoj Daljnosti, lucht-luchtraket voor lange afstand) met NAVO-codenaam AA-13 Axehead of AA-13 Andi is een Russische lucht-luchtraket voor lange afstand.

## Ontwerp
Ze is ontwikkeld vanuit de R-33. Ze is bedoeld om tankvliegtuigen en AWACS van ver uit te schakelen. Voor verenigbaarheid met kleinere vliegtuigen zonder de geavanceerde radar van de MiG-31 is de semi-actieve radarzoekkop vervangen door de Agat 9B-1388 actieve radar zoekkop.
Vinnen verhogen de liftkracht en verlengen zo het bereik. Het bereik verschilt volgens het vluchtprofiel: 150 km voor een rechtstreekse aanval en 400 km voor een zweefvlucht.

## Geschiedenis
De raket is ontworpen vanaf 1980 en werd getest in 1989. Toen werd het project stopgezet bij gebrek aan geld.
Eind 2006 hervatte het project.
In 2018 had de R-37M alle tests doorstaan.
Zvezda TV heeft de Soechoj Soe-35 gefilmd met twee R-73 in het midden, twee R-77 onder de motoren en twee R-37 aan de ophangpunten tussen de motoren en nog een mogelijkheid om enkele Ch-31 anti-radarraketten mee te voeren.

## Varianten
- R-37
- R-37M heeft een vastebrandstof hulpraket voor 300 – 400 km bereik.

R-37M of  RVV-BD (Russisch: Ракета Воздух-Воздух Большой Дальности, Raketa Vozdoech-Vozdoech Boljsjoj Dalnosti, lucht-luchtraket voor lange afstand) is een gemoderniseerde variant die een hypersonische snelheid van Mach 5 haalt met 200 km rechtstreeks bereik. 
- RVV-BD een exportversie die Rosoboronexport in 2023 aanbiedt met 200 km bereik, maximale hoogte 25 km en 60 kg springkop.
- Izdeliye 810 (project 810) heeft opvouwbare achtervinnen om in het inwendig wapenruim van de Soechoj Soe-57 te passen en ook kortere vinnen, een verbeterde zoekkop en een verbeterde motor.[4]

## Inzet boven Oekraïne
In de Russische invasie van Oekraïne sinds 2022 hebben snel en hoog vliegende Russische Mikojan-Goerevitsj MiG-31 verschillende Oekraïense vliegtuigen neergehaald met de R-37M.
De Oekraïense vliegtuigen hadden R-27R en R27ER met passieve radar, waarbij ze hun doelwit met de radar van hun vliegtuig moesten aanstralen om hun raket ernaar toe te geleiden, terwijl de R-77 met actieve radar “fire and forget” is: de piloot lanceert de R-77 en vliegt weg.
De Oekraïense piloten moesten kort bij hun doelwit manoeuvreren om hun R-27 te lanceren.
Vier Mikojan-Goerevitsj MiG-31 werden midden 2022 op Luchtmachtbasis Belbek op de Krim gestationeerd.
In augustus 2022 hielden de Russen een paar Soechoj Soe-35S of Mikojan-Goerevitsj MiG-31 klaar om Oekraïense vliegtuigen neer te schieten.
Volgens de Royal United Services Institute (RUSI) lanceerden Russische vliegtuigen in oktober 2022 zes R-37M per dag naar Oekraïense vliegtuigen en maakte de snelheid, bereik en zoekkop ze effectief.
In februari 2023 kon Oekraïne het wrak van een R-37M bergen voor onderzoek.
Oekraïense piloten zeggen dat de R-37M niet zoveel vliegtuigen neerhaalt, maar hen dwing hun opdracht af te breken en weg te vluchten.
Oekraïense piloten willen de F-16 Fighting Falcon met AIM-120 AMRAAM raketten.
De Oekraïense woordvoerster Oleksandra Oestinova acht de F-16 Block 20 MLU met AN/APG-66 radar niet beter  dan de Mikojan-Goerevitsj MiG-29 met Irbis-E of N110M Bars-M radar.